# Nathaniel Bliss
Nathaniel Bliss   (Bisley, 28 de novembre de 1700 - Oxford, 2 de setembre de 1764) fou un matemàtic i astrònom anglès del segle xviii que va ser catedràtic savilià i astrònom reial.

## Vida i Obra
Bliss era fill d'un marxant de roba. Va ingressar al Pembroke College de la Universitat d'Oxford el 1716 on s'hi va graduar el 1719 i doctorar el 1723. A Oxford va assistir a les classes de James Bradley, tot i que no n'existeix evidència en els registres de la universitat.
Va ser ordenat sacerdot i el 1736 era rector de l'església de Saint Ebbe a Oxford. Aquest mateix any es va cassar i va tenir un fill de nom John.
El 1742, en morir Edmond Halley, va ser el seu substitut a la càtedra Saviliana de geometria. A partir d'aquesta data va col·laborar amb James Bradley que, com astrònom reial, dirigia l'observatori de Greenwich. Particularment, va fer observacions de les llunes de Júpiter el 1742, del cometa de 1745 i del trànsit de Venus de 1761.
També va mantenir un fort interès en la millora de la rellotgeria, ajudant John Harrison en els seus treballs per dissenyar un rellotge nàutic de precisió, el H-4.
El 1762, en morir James Bradley, va ser nomenat astrònom reial i director de l'observatori de Greenwich, però pel poc temps que va ocupar el càrrec abans de morir el 1764, ja no va poder fer cap treball important.